# Hermann Blankenstein

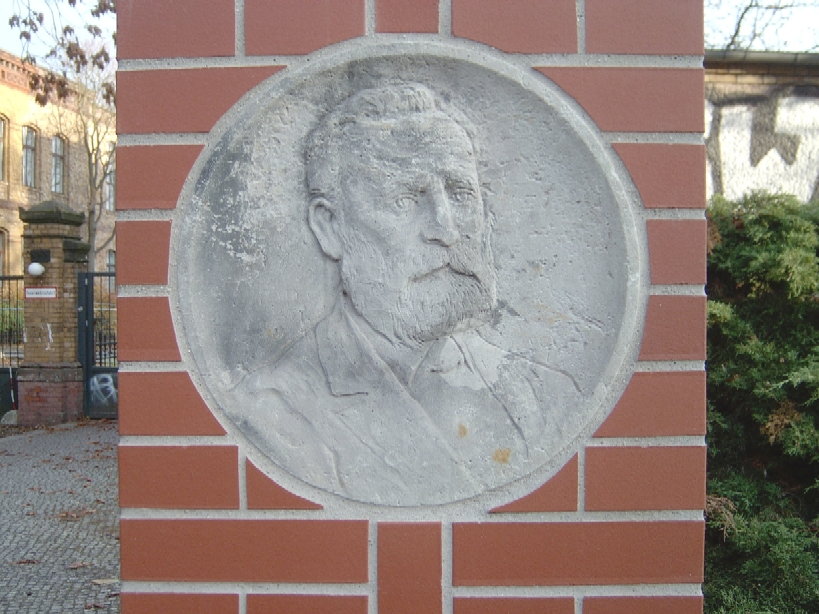
Relief Blankensteins vor dem Bezirksamt Prenzlauer Berg

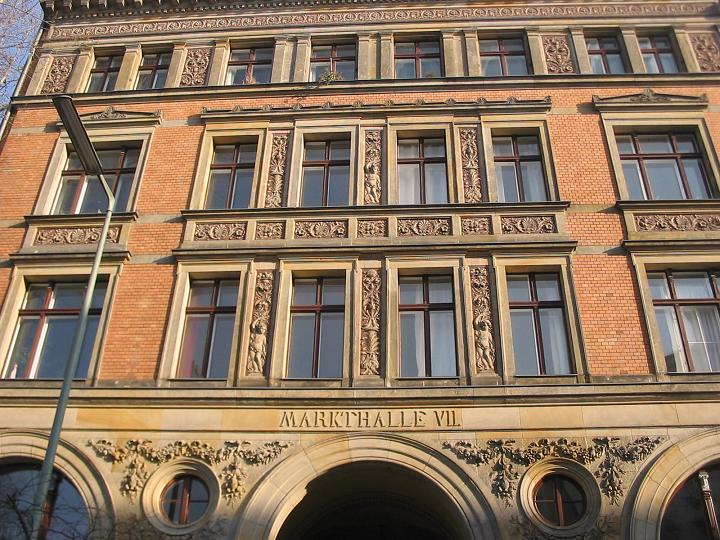
Fassade Markthalle VII, 1888

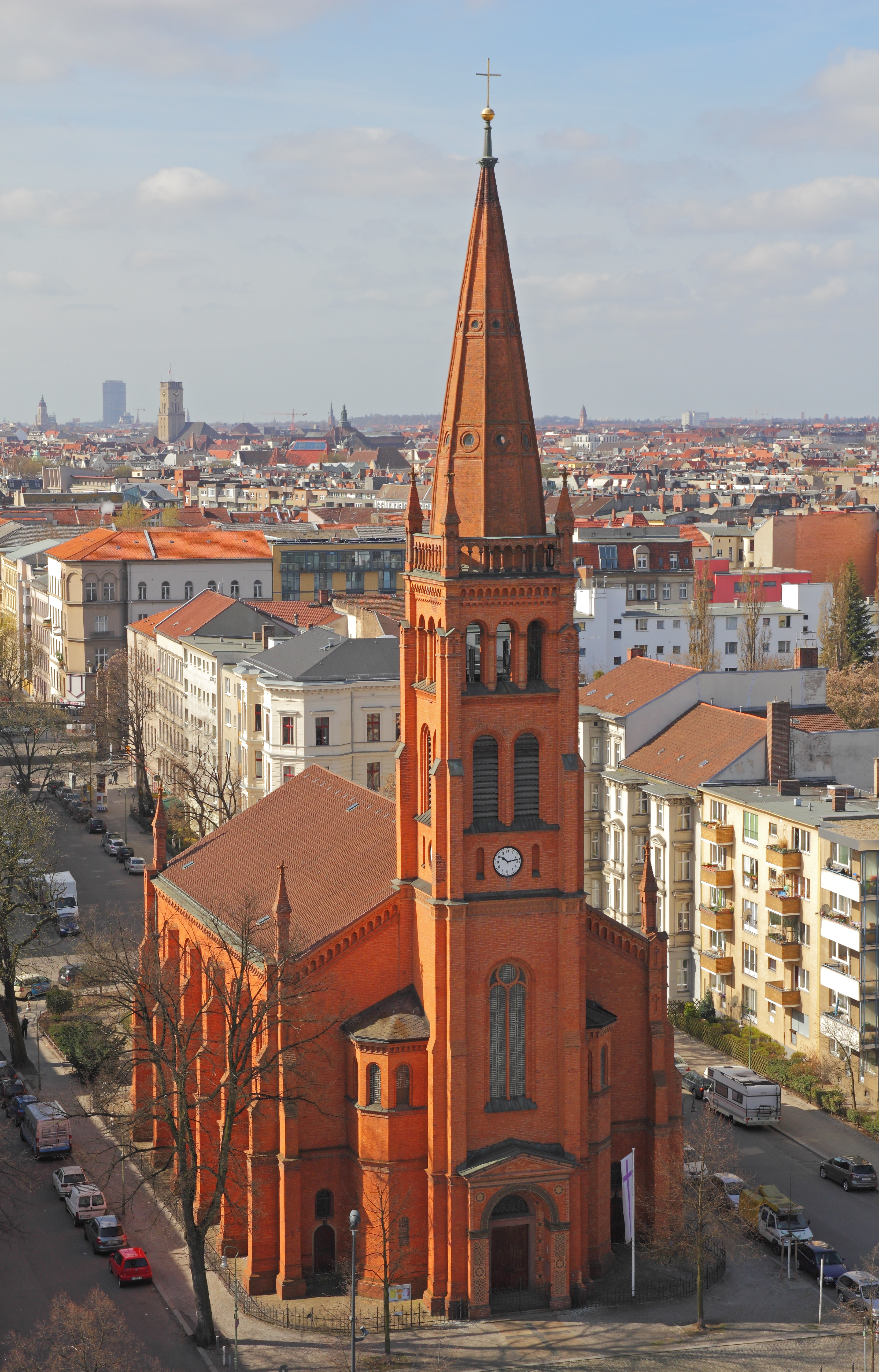
Zwölf-Apostel-Kirche Berlin-Schöneberg

Hermann Wilhelm Albert Blankenstein (* 10. Januar 1829 in Grafenbrück bei Finowfurt, Landkreis Niederbarnim; † 6. März 1910 in Charlottenburg) war ein deutscher Architekt. In seiner 24-jährigen Amtszeit als Stadtbaurat von Berlin plante er den Bau aller städtischen Gebäude, darunter 120 Schulbauten.

## Leben
Hermann Blankenstein wurde am 10. Januar 1829 als Sohn eines Wasserbauinspektors geboren. Nach dem Militärdienst begann er 1849 das Studium an der Berliner Bauakademie. 1851 legte er die Prüfung als Bauführer ab und unterstützte 1851/1852 Wilhelm Salzenberg bei der zeichnerischen Aufbereitung seiner Bauaufnahme der Hagia Sophia. In den Jahren 1854–1856 setzte er sein Studium an der Bauakademie fort und schloss es mit der Landbaumeisterprüfung ab. Anschließend arbeitete er zunächst an der Berliner Militär-Baukommission und wurde dann als Regierungsbaumeister nach Stettin versetzt.
Nach der Prüfung 1862 als Wasser-, Wege und Eisenbaumeister wurde er 1863 nach Stargard in Pommern versetzt. Auf Empfehlung von Friedrich Adler kam er in 1865 zurück an die Ministerial-Baukommission in Berlin. Zwischen 1866 und 1872 lehrte er im Nebenamt an der Bauakademie.
Von 1872 bis 1896 war Blankenstein als Stadtbaurat Leiter der Berliner Hochbauverwaltung. Sein erster Bau in Berlin war 1857 die Evangelisch-Lutherische Kirche Berlin, eine bis heute gottesdienstlich genutzte Kirche der Altlutheraner. Blankenstein renovierte im Auftrag der Stadt die Nikolaikirche und die Marienkirche und unter seiner maßgeblichen Mitwirkung und Leitung entstanden vor allem Schulen und Markthallen. Doch für eine Gesamtbausumme von 110 Millionen Mark wurden auch die folgenden städtischen Einrichtungen errichtet:
- das Polizeipräsidium am Alexanderplatz, seinerzeit das nach dem Schloss größte Gebäude der Stadt,
- die Mühlendammgebäude,
- die Irrenhäuser zu Dalldorf und Herzberge,
- das städtische Obdach als erstes Asyl für Obdachlose, von den Bewohnern „Palme“ genannt,
- das Siechenhaus in der Prenzlauer Allee,
- das Waisenhaus,
- die Krankenhäuser am Urban und in Moabit,
- die Anstalt für Epileptische in Wuhlgarten sowie
- der Vieh- und Schlachthof.

Diese Ziegelbauten in einer einfachen und strengen Art mit dem stereotypen Terrakottaschmuck waren durch die Bänderung von gelben und roten Ziegelsteinen gekennzeichnet. In einer Bauzeitung des Jahres 1900 heißt es dazu:

„[S]ie trugen in ihrem starr durchgeführten Ziegelstil eine städtische Livree oder Uniform, die in den siebziger Jahren, im Epigonenzeitalter, dem herrschenden Geschmack entgegenkam. Architektonisch wurde an den Blankensteinschen Bauten wenig gewagt, dieselben Gedanken und Formen gingen von einem Bau zum andern über, es erscheint nichts aufdringlich und verletzend an ihnen, sie führen ein bescheidenes und still zurückhaltendes Dasein. Das Kunsthandwerk wurde dabei nur wenig gepflegt.“

Hermann Blankenstein schied 1896 aus dem Dienst. Berlin ehrte ihn aus diesem Anlass mit dem Titel eines Stadtältesten. Blankensteins Nachfolger wurde Ludwig Hoffmann.

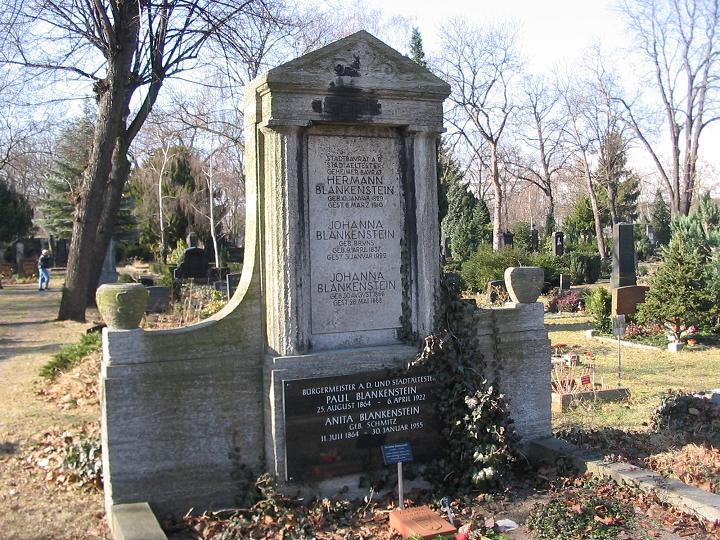
Ehrengrab von Hermann Blankenstein in Berlin-Kreuzberg

Hermann Blankenstein starb am 6. März 1910 im Alter von 81 Jahren in Berlin. Die Beisetzung fand am 9. März 1910 auf dem Friedhof I der Jerusalems- und Neuen Kirchengemeinde im heutigen Ortsteil Berlin-Kreuzberg statt. In dem Familiengrab mit freistehender Ädikula-Wand sind auch Blankensteins Gattin Johanna geb. Bruns und der jüngste Sohn Paul Blankenstein beigesetzt, dem als beigeordneten Bürgermeister von Schöneberg ebenfalls der Stadtältestentitel verliehen wurde. Die letzte Ruhestätte von Hermann Blankenstein (Grablage: 122-1-1) ist als Ehrengrab des Landes Berlin gewidmet.
Ein lebensgroßes Ölgemälde Hermann Blankensteins, geschaffen vom ältesten Sohn Otto Blankenstein, gelangte 1954 durch Schenkung in den Besitz des (West-) Berliner Senats.
Seit dem Ende des 20. Jahrhunderts sind zwei Straßen nach Hermann Blankenstein benannt: der Blankensteinweg in Spandau und die Hermann-Blankenstein-Straße in Prenzlauer Berg auf dem Gelände des ehemaligen Zentralvieh- und Schlachthofes. Eine Gedenktafel für Blankenstein befindet sich vor dem von ihm entworfenen „Hospital und Siechenhaus“ in der Prenzlauer Allee, in dessen Gebäude seit den 2010er Jahren das Bezirksamt Pankow mit einigen Abteilungen und dem Archiv untergebracht ist.

## Werk (Auswahl)

### Kirchen und allgemeine Städtische Bauten
- 1855–1857: Evangelisch-Lutherische Kirche Berlin (Annenkirche), bis heute erhaltenes und gottesdienstlich genutztes Kirchgebäude der Altlutheraner, Annenstraße 52/53
- 1864–1865: Pfarrei und Schule der Annenkirche
- 1866–1867: Umbau Abgeordnetenhaus (Bauleitung nach Entwurf von Johann Eduard Jacobsthal)
- 1867–1868: Umbau der Seitenhallen des Brandenburger Tores (mit Johann Heinrich Strack und Georg Erbkam)
- 1870–1871: Umsetzung der Berliner Gerichtslaube in den Park Babelsberg (zusammen mit J. H. Strack, Bauleitung Reinhold Persius)
- 1871–1874: Zwölf-Apostel-Kirche, Kurfürstenstraße/An der Apostelkirche, Berlin-Schöneberg, nach einem 1864 erstellten Entwurf von Friedrich August Stüler (Vollendung durch Julius Emmerich)
- 1876: Erneuerung der Maria-Magdalenen-Kirche in Eberswalde
- 1876–1878: Rekonstruktion der Zwillingstürme der Nikolaikirche[5]
- 1877–1883 (Eröffnung 1881): Gebäude auf dem Zentralvieh- und Schlachthof, Berlin-Prenzlauer Berg, Eldenaer Straße (zusammen mit August Lindemann)
- 1884: 52. Pol. Rev. Feuerwache Memel, Marchlewskistraße 6 (früher Memeler Straße 39), Berlin-Friedrichshain (heute Kulturhaus Alte Feuerwache)[6]
- 1885–1886: Desinfektionsanstalt Ohlauer Straße 39–41 (früher Grünauer Straße 23/24), Erweiterung 1892/93 durch Karl Frobenius, heute befinden sich dort eine Kindertagesstätte und eine Sporthalle[7]
- 1886–1890: Königliches Polizeipräsidium Alexanderplatz, Berlin-Mitte (zerstört)
- 1890–1893: Städtische Volksbadeanstalt an der Schillingsbrücke (zusammen mit dem Architekten Schmidt)[8]
- 1890–1893: Eingangshalle und Kapelle des Friedhofs Friedrichsfelde sowie Mühlendammbebauung (Sparkasse, 1935 abgerissen) mit Schleusenbau
- 1892–1893: Gärtner- und Maschinenhaus „Villa Kreuzberg“, Kreuzbergstraße 62, Berlin-Kreuzberg[9]
- 1892–1895: Erweiterung des Ephraimpalais, Berlin-Mitte und Auferstehungskirche, Friedenstraße 83 (Vorentwurf, Gesamtentwurf und Bauleitung August Menken)
- 1893–1894: Rekonstruktion und Umbauten der Marienkirche in Berlin-Mitte

### Krankenhäuser und soziale Einrichtungen
- 1867: Barackenlazarett der Charité[10]
- 1869–1883: Augusta-Hospital in Berlin, Scharnhorststraße 3 in der Oranienburger Vorstadt
- 1872: 2. Städtisches Krankenhaus Moabit in Berlin-Moabit, Turmstraße 21 (zusammen mit Adolf Gerstenberg)[10]

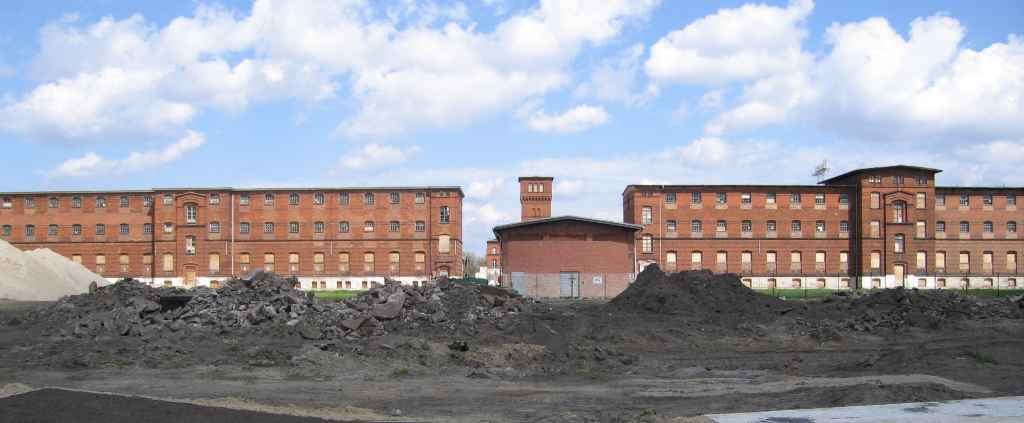
Städtisches Arbeitshaus Rummelsburg (Sommer 2006)

- 1877–1879: Städtisches Arbeitshaus Rummelsburg
- 1877–1880: Irrenanstalt Dalldorf
- 1880–1882 und 1886–1887: Altersversorgungsanstalt der Kaiser-Wilhelm-und-Augusta-Stiftung in Berlin-Gesundbrunnen, Schulstraße 98 (zusammen mit Gustav Erdmann)[11]
- 1886–1887: Städtisches Obdach „Palme“ in Berlin-Prenzlauer Berg, Fröbelstraße 15, später Städtisches Krankenhaus Prenzlauer Berg, heute Klinikum Prenzlauer Berg[12]
- 1886–1889: Siechenhaus und Friedrich-Wilhelm-Hospital in Berlin-Prenzlauer Berg, Fröbelstraße 17 und Prenzlauer Allee 63–77, 1927–1934 Hufeland-Hospital, danach Bezirksamt Prenzlauer Berg
- 1887: „Kolonistenhäuser“ in Dalldorf[10]
- 1887–1890: Krankenhaus Am Urban (zusammen mit Karl Frobenius)
- 1890: Erweiterungen am Großen Friedrichs-Waisenhaus in Boxhagen-Rummelsburg[10]
- 1890–1893: Irrenanstalt Herzberge
- 1890–1893: Anstalt für Epileptische in Wuhlgarten
- 1893–1894: Arresthaus Rummelsburg
- 1894–1895: Knaben-Zwangserziehungs-Anstalt in Berlin-Lichtenberg, später Städtisches Kinderkrankenhaus „Lindenhof“, heute Wohnquartier Lindenhof
- 1895–1897: Hospital zum Heiligen Geist und St. Georg, Reinickendorfer Straße 59 in Berlin-Gesundbrunnen (errichtet von Gustav Erdmann und Richard Hoßfeld unter Aufsicht von Blankenstein)[13]

### Schulbauten
- 1871–1873: Andreas-Realschule, Lange Straße 31, Berlin-Friedrichshain, ab 1906 Berufsschule, umgebaut zum Hotel[14]
- 1871–1875: Dorotheenstädtische Realschule, Georgenstraße 30/31 und Friedrich-Werdersches-Gymnasium, Dorotheenstraße 13/14, Berlin-Mitte (nach Gesamtkonzept von Stadtinspektor Arnold Hanel), zerstört, heute Standort des Internationalen Handelszentrums
- 1872–1873:
  - 76. Gemeindeschule, Muskauer Straße 53, Berlin-Kreuzberg (nach Plänen von Arnold Hanel), später Borsig-Oberschule, seit 2011 Pro-Inklusio-Fachschule für Sozialpädagogik[15]
  - 8. und 63. Gemeindedoppelschule und Direktorenwohnhaus, Gipsstraße 23A, Berlin-Mitte, heute Kastanienbaum-Grundschule[16]
- 1873–1874:
  - Friedrichs-Realschule, Albrechtstraße 27, Berlin-Mitte, erhalten ist nur der westliche Teil des Gebäudes[17]
  - 74. und 79. Gemeindeschule Pappelallee 30/31, Berlin-Prenzlauer Berg, heute Elinor-Ostrom-Schule
- 1873, 1877: 58. und 95. Gemeindeschule, Heinrich-Roller-Straße 18, Berlin-Prenzlauer Berg, heute Heinrich-Roller-Grundschule[18]
- 1873, 1894–1895: Luisenschule, Ziegelstraße 12, Berlin-Mitte (heute von der Humboldt-Universität genutzt)[19]
- 1874–1875:
  - Askanisches Gymnasium, Hallesche Straße, Berlin-Kreuzberg (zusammen mit Adolf Reich)
  - 54. und 85. Gemeindeschule, Schlesische Straße 4,Berlin-Kreuzberg (zusammen mit Bernhard Mylius), erhalten ist nur das Lehrerwohnhaus, das von einer Kindertagesstätte genutzt wird[20]
- 1874–1876: Sophien-Töchterschule, Weinmeisterstraße 16/17 und Realgymnasium Steinstraße 32–34, Berlin-Mitte, zerstört
- 1875–1876: Leibniz-Gymnasium, Mariannenplatz 27/28, Berlin-Kreuzberg, heute Nürtingen-Grundschule[21]
- 1876–1877:
  - 80. Gemeindeschule, Wrangelstraße 128, Berlin-Kreuzberg, heute E.-O.-Plauen-Grundschule[22]
  - 89. und 96. Gemeindeschule, Schwedter Straße 232–234, Berlin-Mitte[23]
- 1877–1880: Falk-Realgymnasium und Charlotten-Töchterschule, Lützowstraße 83, 84, 84C, 85, Pohlstraße 62, Berlin-Tiergarten, später Fritzlar-Homberg-Schule und Grips-Grundschule, 2010 fusioniert zur Allegro-Grundschule[24]
- 1880–1881:
  - 87. und 98. Gemeindeschule, Marchlewskistraße 45 (früher Memeler Straße 24–25), Berlin-Friedrichshain (zusammen mit Bernhard Mylius), erhalten ist nur das Lehrerwohnhaus[25]
  - (Erweiterung 1890–1891) 40., 91. und 101. Gemeindeschule und 6. Realschule, Gneisenaustraße 7, Berlin-Kreuzberg (Entwürfe von Karl Frobenius, Fritz Haack und August Lindemann unter Aufsicht von Blankenstein), heute Lina-Morgenstern-Schule[26]
- 1881–1882: 113. und 128. Gemeindeschule, Turmstraße 86, Berlin-Moabit, ab 1971 Anne-Frank-Grundschule, heute Verwaltungsakademie Berlin[27]
- 1882–1883: 107. Gemeindeschule, Genthiner Straße 10, Berlin-Tiergarten (zusammen mit Adolf Reich), das Lehrerwohnhaus blieb erhalten und dient als Dienstgebäude der Berliner Wasserbetriebe[28]
- 1883: Gemeindedoppelschule Nr. 135 und 137, Friedenstraße 31, Berlin-Friedrichshain, erhalten ist nur das Lehrerwohnhaus[29]
- 1884–1885:
  - 153. Knaben- und 154. Mädchenschule in Berlin-Mitte, heute John-Lennon-Gymnasium
  - Margarethen-Lyzeum, Ifflandstraße 11, Berlin-Mitte, weitgehend zerstört, das ehem. Direktorenwohnhaus gehört heute zur Max-Planck-Oberschule[30]
  - 106. und 152. Gemeindeschule, Fraenkelufer 18 (früher Kottbuser Ufer 51), Berlin-Kreuzberg, später Hunsrück-Grundschule[31]
  - 133. und 149. Gemeindedoppelschule, Bergmannstraße 28/29, Berlin-Kreuzberg[32]
- 1884–1886: 105. und 121. Gemeindeschule, Prenzlauer Allee 227/228, Berlin-Prenzlauer Berg, heute Kultur und Bildungszentrum Sebastian Haffner[33]
- 1884–1887: Lessing-Gymnasium, Pankstraße 18/19, Berlin-Gesundbrunnen (zusammen mit Gustav Erdmann und Richard Hoßfeld)
- 1885: 51. und 130. Gemeindedoppelschule, Niederwallstraße 6/7, Berlin-Mitte, gehört heute zur Hotelfachschule Berlin[34]
- 1885–1886: 132. und 142. Gemeindedoppelschule, Demminer Straße 27, Berlin-Gesundbrunnen (zusammen mit Killing), heute Vineta-Grundschule[35]
- 1886–1887:
  - 1. Realschule, Alexandrinenstraße, Berlin-Kreuzberg (zusammen mit Karl Frobenius), erhalten ist nur das Lehrerwohnhaus, das heute zur Hans-Böckler-Schule gehört
  - Gemeindedoppelschule Tempelhofer Ufer 2, Berlin-Kreuzberg (100. Blankenstein-Schule, zerstört)
  - 115. und 237. Gemeindeschule, Skalitzer Straße 55/56, Berlin-Kreuzberg (zusammen mit Karl Frobenius), heute Refik-Veseli-Schule[36]
- 1886–1888: 117. und 178. Gemeindeschule, 15. Volksschule und 8. Städt. Mädchen-Mittelschule, Eberswalder Straße 10, Berlin-Prenzlauer Berg
- 1886–1890: 110. und 174. Gemeindedoppelschule Schönhauser Allee 166a, Berlin-Prenzlauer Berg, zerstört
- Vor 1887: 45. Gemeindeschule Auguststraße 67/68, Berlin-Mitte, zerstört
- 1887–1888: 40. und 150. Gemeindeschule am Tempelhofer Ufer 20, Berlin-Kreuzberg, erhalten ist nur das Lehrerwohnhaus an der Straße, das Gelände dahinter gehört heute zur Hector-Peterson-Schule[37]
- 1887–1888 und 1889–1891: 5. städtische Realschule, Stephanstraße 3 und 160. und 188. Gemeindeschule, Stephanstraße 2 (mit Beteiligung von Fridolin Zekeli), erhaltene Gebäude heute in die Moses-Mendelssohn-Oberschule einbezogen[38]
- 1887–1889: 26. und 179. Gemeindeschule Albrechtstraße 20, Berlin-Mitte[39]
- 1888–1889:
  - 117. und 178. Gemeindeschule, Eberswalder Straße 10, Berlin-Prenzlauer Berg, großenteils zerstört, das ehemalige Lehrerwohnhaus ist heute Kindertagesstätte[40]
  - 146. und 180. Gemeindeschule Hannoversche Straße 20, Berlin-Mitte, heute Grundschule Neues Tor[41]
- 1888–1890:144., 176. und 184. Gemeindeschule, Graefestraße 85–88, Berlin-Kreuzberg (zusammen mit Karl Frobenius), später Friedrich-Ludwig-Jahn-Oberschule, heute Albrecht-von-Graefe-Schule[42]
- 1889: 104. und 159. Gemeindeschule, Olivaer Straße 19 (heute Rudi-Arndt-Straße 18), Paul-Heyse-Straße 8, Berlin-Prenzlauer Berg, heute Tesla-Gemeinschaftsschule[43]
- 1889–1890: 111. und 186. Gemeindedoppelschule, Pflugstraße 12, Berlin-Mitte, Klassentrakt zerstört, erhalten ist nur das Direktorenwohnhaus[44]
- 1889–1892: 167. und 175. Gemeindeschule, Putbusser Straße 22, Berlin-Gesundbrunnen (Mitarbeit Fritz Haack und Arthur Müller), heute Heinrich-Seidel-Grundschule[45]
- 1890–1891: 177. und 191. Gemeindeschule, Görlitzer Straße 51, Berlin-Kreuzberg, 1967–2005 Kurt-Held-Grundschule[46]
- 1891–1892
  - 163. und 192. Gemeindeschule, Böckhstraße 16, Berlin-Kreuzberg (zusammen mit Karl Frobenius), heute Hermann-Hesse-Gymnasium[47]
  - 140. und 194. Gemeindeschule und 9. Realschule, Prinzenallee 8, Berlin-Gesundbrunnen (errichtet von Paul Hesse unter Aufsicht von Blankenstein), heute Gesundbrunnen-Grundschule[48]
- 198–1894:
  - 168., 182. und 189. Gemeindeschule, Stephanstraße 27, Berlin-Moabit (mit Beteiligung von Fridolin Zekeli)[49]
  - 193. und 195. Gemeindeschule, Wrangelstraße 128, Berlin-Kreuzberg, heute E.-O.-Plauen-Grundschule[50]
- 1893: 8. Realschule Rheinsberger Straße 4–5, Berlin-Mitte (zusammen mit Paul Hesse), heute Musikgymnasium Carl Philipp Emanuel Bach[51]
- 1893–1894: 162. und 197. Gemeindeschule, Danziger Straße 50, Berlin-Prenzlauer Berg, heute Kita und Grundschule am Teutoburger Platz[52]
- 1894–1895: 199. und 205. Gemeindeschule, Levetzowstraße 26, Berlin-Moabit[53]
- 1894–1896: 206. und 212. Gemeindeschule, Siemensstraße 20, Berlin-Moabit, später James-Krüss-Grundschule, heute Theodor-Heuss-Gemeinschaftsschule[54]
- 1895:
  - 11. Realschule, Böckhstraße 10, Berlin-Kreuzberg (Ausführungsplanung Karl Frobenius), heute Lemgo-Grundschule[55]
  - 10. Realschule Auguststraße 21, Berlin-Mitte (zusammen mit Paul Hesse), heute Kulturhaus Mitte[56]
- 1895–1896: 207. und 210. Gemeindeschule, Strelitzer Straße 41/42, Berlin-Gesundbrunnen (Mitarbeit Max Karchow), heute Gustav-Falke-Grundschule[57]
- 1895–1897: 56. Gemeindeschule und 18. Hilfsschule, Gotenburger Straße 6–12, Berlin-Gesundbrunnen (Mitarbeit Paul Hesse), heute Wilhelm-Hauff-Grundschule[58]
- 1897–1898: 70. und 202. Gemeindeschule, Ravenéstraße 11/12, Berlin-Gesundbrunnen (Mitarbeit Paul Hesse), heute Schule am Zillepark[59]